# صموئيل بيبس
صموئل پپيس ( 1633م - 1703م ) .

كاتب يوميات إنجليزي .

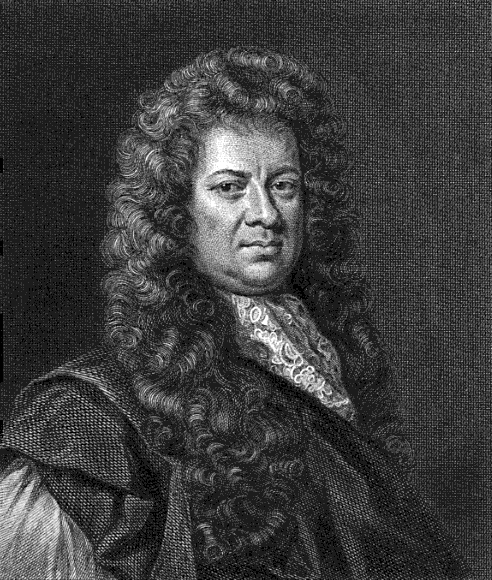
صمويل بيبس سنة 1689

صموئل پپيس Samuel Pepys (و.1633 ـت. 1703)مؤلف إنكليزي، اشتهر بكتابه «يوميات» Diary، الذي يعطي صورة حيّة عن المجتمع اللندني بعد إعادة الملكية إلى إنكلترا بتولي الملك تشارلز الثاني Charles II العرش عام 1660.
(يشتهر صموئل پپيس بيوماته - سخرية الأقدار - لأن أحداً لم يفك رموزها إلا بعد انقضاء أكثر من قرن على وفاته . إلا أنه ربما كان أكثر قيمة وفائدة لإنجلترا من أجل العمل الذي قام به في بناء البحرية الملكية لما كان وزيراً للبحرية ، والكثير من النجاح الباهر الذي حققته البحرية في القرن التالي يمكن أن يُعزى إلى العناية والمهارة اللتين جعل بها الإدارة البحرية في المستوى المطلوب لإبقاء الأسطول في حالة استعداد دائمة من أجل التصدّي لكل التهديدات التي تتعرض لها بلاده ، أو طرق تجارتها الثمينة أو مصالحها .
وكانت يومياته أيضاً قيّمة جداً ، لأنها تشكل وثيقة اجتماعية للحياة اللندنية في السنوات الأولى لحكم الملك تشارلز الثاني ملك إنجلترا .)

## حياته
ولد في لندن لأبوين من منبت متواضع، ودرس في جامعة كمبردج، مستفيداً من منحة دراسية وتخرج فيها عام 1660، وترك لها فيما بعد مجموعة كبيرة من الكتب والمخطوطات. صار بيبس موظفاً في مكتب جورج داوننگ في عام 1659 (الذي سُمِّي شارع داوننغ ستريت Downing Street باسمه). ومع تولي الملك تشارلز الثاني السلطة، عين بيبس في وظيفة مرموقة في البحرية الإنكليزية، فراح يشغل وقت فراغه في تعلم الكثير من العلوم البحرية والحسابات وبناء السفن. آتت هذه المهارات أكلها في الحرب الهولندية الثانية (1665-1667) بين هولندا وإنكلترة وإبان حريق لندن الكبير عام 1666. وفي عام 1673 في منتصف الحرب الهولندية الثالثة (1672-1674)، عُيِّن بيبس أميناً عاماً لوزارة البحرية، وصار عضواً في البرلمان مسؤولاً عن جميع الأمور المتعلقة بها. وفي السنوات الست التالية انخرط بيبس في تنفيذ إصلاحات إدارية نوعية لم يسبق لها مثيل في تاريخ البحرية الإنكليزية. وفي المدَّة ما بين عام 1684و1689 كان بيبس أحد أبرز رجال إنكلترة.
تقاعد بيبس عام 1689 بعد أن ضاعف عدد سفن الأسطول الحربي الإنكليزي وأسلحته، وأرسى تقليداً إدارياً راسخاً في البحرية يعتمد على النظام والدقة والانضباط، مما دفع أحدهم إلى وصفه بأنه الرجل الذي طوّق بريطانية بالسفن. وأمضى بيبس الأربعة عشر عاماً الأخيرة من حياته منكباً على القراءة وعلى جمع معلومات تتعلق بتاريخ البحرية. وصف جون إفلين[ر] John Evelyn، شخصية بيبس بأنه كان محبوباً، مضيافاً، كريماً، خبيراً بأمور كثيرة، محترفاً في الموسيقى وعاشقاً للمسرح والفنون وراعياً كبيراً للعلماء.

## كتاب يوميات

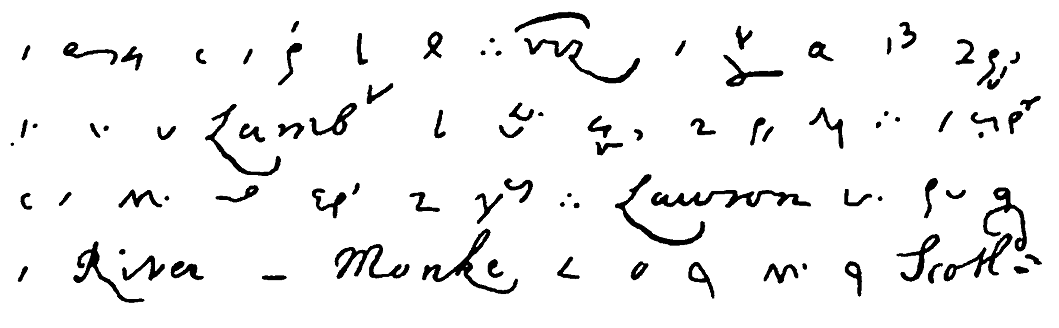
A facsimile of part of the first entry in the diary

يعد كتاب «يوميات» العمل الأكثر شهرة بين أعماله، شرع في كتابته وهو في السابعة والعشرين من عمره، وظل مواظباً على كتابتها حتى بلوغه السادسة والثلاثين، إذ اعتراه ضعف في النظر بسبب صدمته بوفاة زوجته. كتب بيبس يومياته بنظام توماس شيلتون Thomas Shelton في الاختزال وأبقى الأسماء بالكتابة العادية، وهي تحوي بين دفتيها نحو مليون وربع مليون كلمة. ليست هذه اليوميات مجرد سجل عادي لأفكار كاتبها وأفعاله، بل هي عمل أدبي راق يكشف في كل صفحة مقدرة كبيرة على اختيار الأساسيات والتفاصيل التي تعبر عن نبض الحياة في المجتمع اللندني في فترة كتابتها.

### الحياة العامة
امتلك بيبس موهبة تلخيص الحدث أو الشخصية بكلمات آسرة ومشوقة، إذ سجّل تفاصيل الوباء الكبير عام 1665، وحريق لندن الكبير، والرعب الذي دبّ بين الناس بظهور الأسطول الهولندي في نهر التيمز عام 1667. ويجد قراء بيبس على اختلاف مشاربهم متعة في يومياته لأنها وثيقة تاريخية لأدق تفاصيل تلك الفترة، ولأنها أيضاً وثيقة إنسانية. وبعد أن لاقت يوميـات جون إفلين نجاحـاً حين نشرت عام 1818، نقل جون سميث يوميات بيبس بدقة كبيرة من الشكل المختزل إلى الشكل العادي، ونشرت أجزاء منها لأول مرة عام 1825.

#### الحرب الانجلو هولندية الثانية

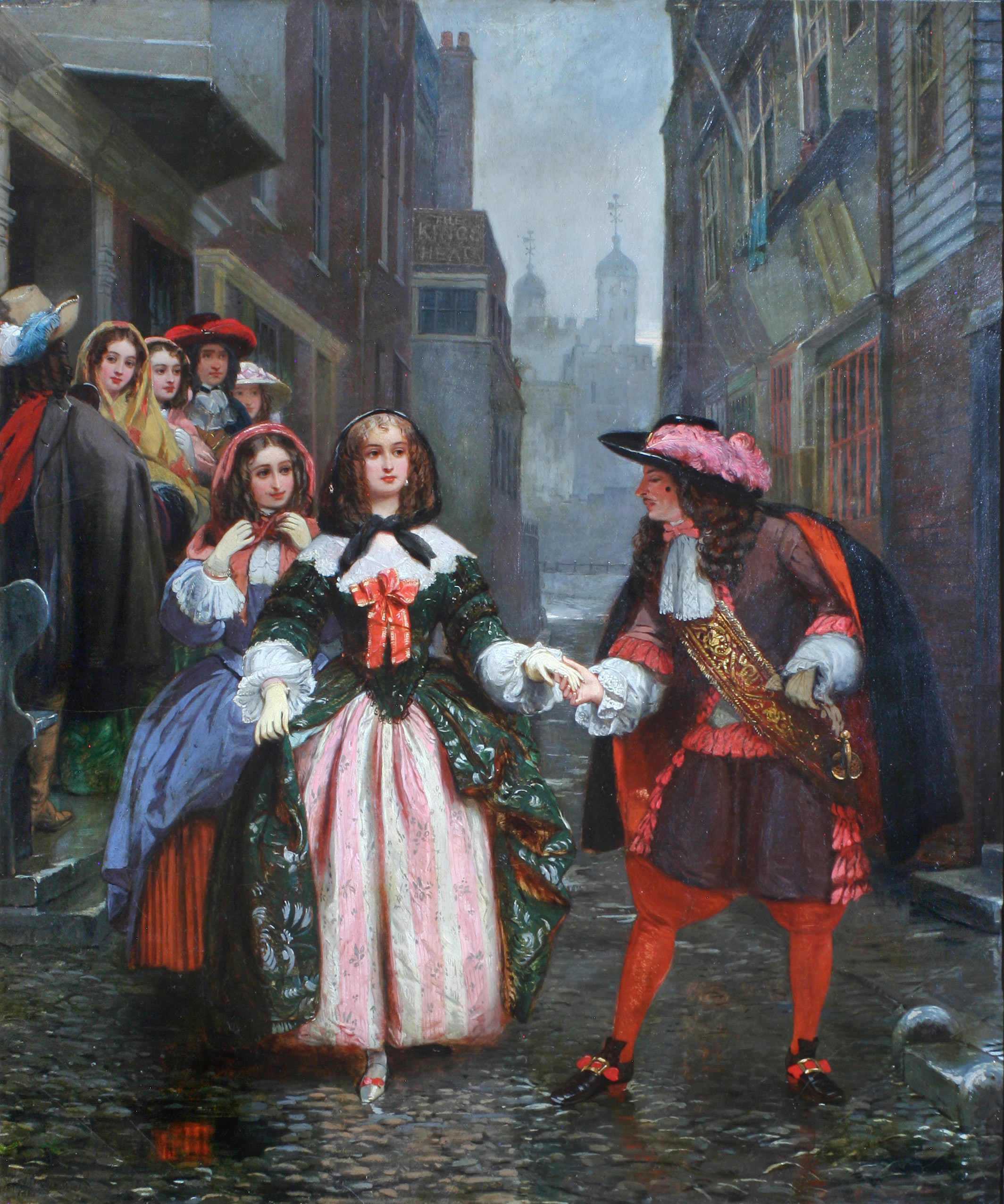
Pepys with Lady Batten; a 19th-century depiction of an incident in a 1665 diary entry.

## بعد المذكرات

### الجمعية الملكية

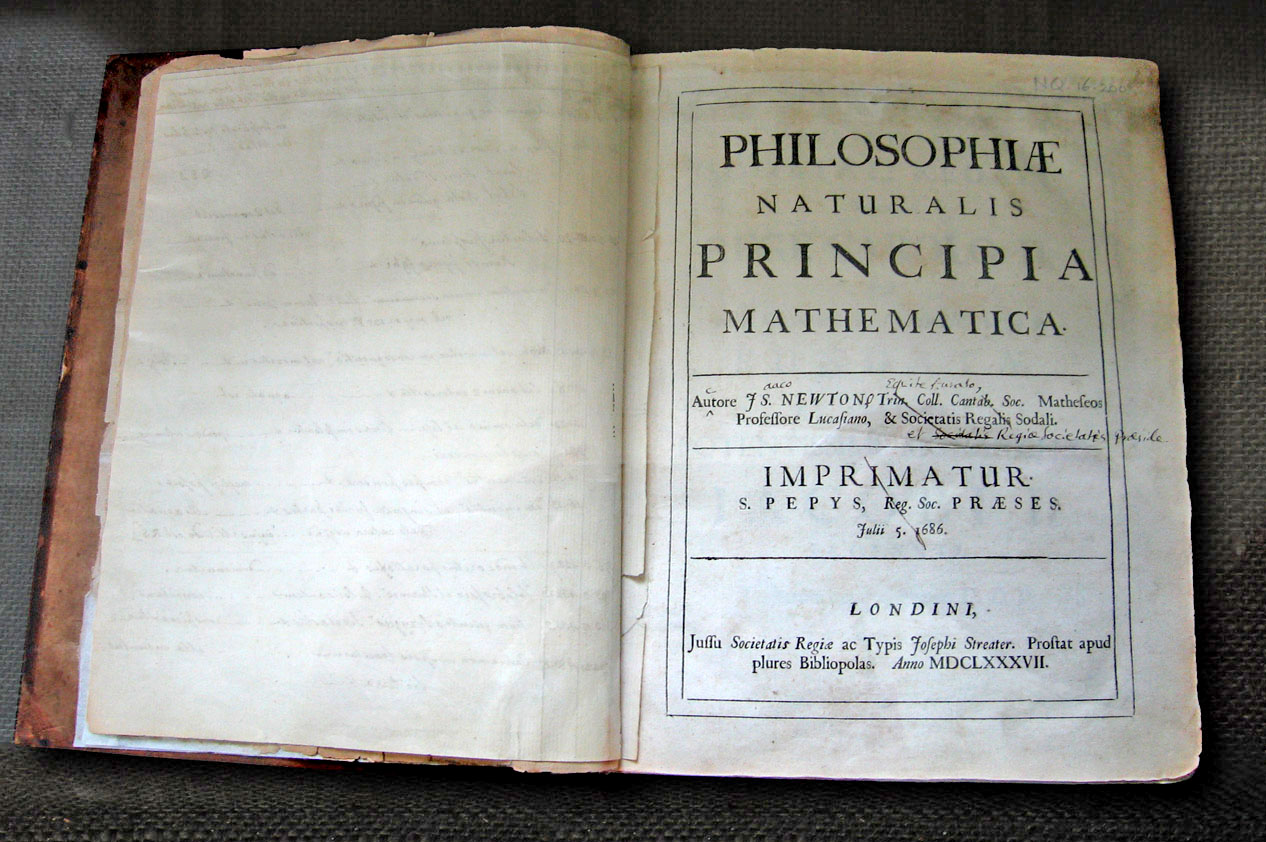
نسخة نيوتن الشخصية من الطبعة الأولى من كتابه "المبادئ الرياضية"، حاملة اسم بيبس

انتخب بيبس زميلًا للجمعية الملكية سنة 1665 وصار رئيسًا للجمعية في الفترة من 1 ديسمبر 1684 إلى 30 نوفمبر 1686. وقد نشر كتاب نيوتن الشهير «المبادئ الرياضية» (باللاتينية: Principia Mathematica) أثناء رئاسته للجمعية، وتحمل صفحة عنوان الكتاب اسم بيبس.

## روابط خارجية
- صموئيل بيبس على موقع الموسوعة البريطانية (الإنجليزية)
- صموئيل بيبس على موقع ميوزك برينز (الإنجليزية)
- صموئيل بيبس على موقع إن إن دي بي (الإنجليزية)